# Il diavolo (quindicinale)
Il Diavolo è stato un quindicinale satirico della Svizzera Italiana. Aveva sede a Robasacco, nel Canton Ticino. Il giornale si definiva indipendente e si sostentava prevalentemente tramite gli abbonamenti. È uscito per la prima volta nell'ottobre del 1991, l'ultimo numero è stato pubblicato il 30 giugno 2017.

## Storia

### L'inizio
Il Diavolo nasce nel 1991 dapprima come inserto del settimanale "Politica Nuova", organo del Partito Socialista Autonomo. Il gruppo di giovani redattori, tra cui gli illustratori Corrado Mordasini e Marco Meier, i giornalisti Sergio Savoia e Daniele Fontana, il giurista Cristiano Canuti, puntava ad un rinnovamento della sinistra stessa e consideravano questo quindicinale irriverente, satirico e senza padroni come un modo per avviare un cambiamento politico e culturale all'interno della sinistra ticinese. I giovani redattori dell'epoca guardavano con attenzione all'esperienza italiana del settimanale satirico Cuore. Quando nel 1992 il PSA e il PST, l'altro partito della sinistra ticinese si fusero, dando vita alla sezione unica ticinese del Partito Socialista Svizzero (PS), anche Politica Nuova chiuse, lasciando Il Diavolo "orfano" del giornale che lo ospitava.

### Gli anni a LaRegione
Il Diavolo migrò quindi sul nuovo settimanale del PS, "Nuova Libera Stampa" con il quale uscì per poco più di otto mesi. Dopo il tracollo di "Nuova Libera Stampa" Il Diavolo viene così pubblicato dal Gruppo Salvioni quale inserto del sabato del quotidiano "La Regione". Dopo qualche anno però i rapporti con l'editore si incrinano in maniera decisiva dopo una copertina che attaccava duramente Mauro Dell'Ambrogio, un politico importante del medesimo partito politico cui apparteneva anche l'editore de La Regione.

### L'indipendenza
Dopo la rottura con "La Regione" la redazione decide di tentare la sorte: dopo qualche mese di interruzione, nell'autunno del 1996 per la prima volta il giornale esce come pubblicazione indipendente. Il Diavolo si sostiene tramite abbonamenti e altre azioni di raccolta fondi, quali concerti, spettacoli di cabaret e manifestazioni varie. La satira de Il Diavolo pone spesso l'accento sulla Lega dei Ticinesi e l'area liberale del Partito Liberale Radicale Ticinese legata alla consigliera di stato Marina Masoni. I bersagli preferiti della satira del quindicinale sono Giuliano Bignasca, la stessa Marina Masoni, Flavio Maspoli, la Thermoselect e la RTSI. Nel 1996 il periodico vince il Premio come Miglior giornale satirico al Premio Internazionale della Satira di Forte dei Marmi. Con il giornale satirico ticinese collaborano regolarmente anche molti disegnatori italiani, tra i quali nel corso degli anni, vanno annoverati anche Vauro, oltre a Minoggio e altri.
Nel corso degli anni Il Diavolo diventa una presenza abituale nel panoramica mediatico della Svizzera italiana e, dopo la chiusura del "Nebelspalter", è l'unico giornale satirico di un certo rilievo in Svizzera. I suoi "scoop" (noto quello in cui venne denunciato il sistema truffaldino messo in piedi dal Giornale del Popolo per falsare i resoconti delle tirature) dimostrano che Il Diavolo non si limita a fare satira, ma pratica anche una forma di giornalismo libero.
Non mancano in questo periodo le denunce. Il Diavolo tuttavia non ha mai dovuto risarcire nessuno né è mai stato condannato dalla magistratura.

### Crisi e rinascita
Nel giugno del 2008, dopo quasi 17 anni di vita, Il Diavolo lancia un appello ai suoi lettori affinché lo aiutino a sopravvivere di fronte alle crescenti difficoltà finanziarie a cui il quindicinale è confrontato. Viene lanciata una sottoscrizione per raccogliere i trecento abbonamenti necessari alla sopravvivenza. A due mesi circa dal termine che la redazione si è imposta per ottenere i 300 abbonamenti, la raccolta riesce. Il Diavolo si è trasformato in un'associazione e gli abbonati sono soci della medesima. Anche l'azione di vendita di mattonelle pubblicitarie è riuscita e il periodico potrà proseguire, in una veste nuova, la sua pubblicazione.
Dei redattori della prima ora è rimasto il coordinatore Corrado Mordasini. A loro si sono aggiunti, tra gli altri, il disegnatore Christian Demarta, autore dei personaggi Il gonzo e lo stono; Francesco Giudici, Ronnie David, Olmo Cerri, Barbara Buracchio, Nadia, Mario Fabio e Jenny Covelli. Collaborano gli autori di satira italiani Minoggio, Bersani, Frago Comics, Calandi, Simon.

### La fine
L’ultimo numero de Il Diavolo è uscito il 30 giugno 2017.